# Byggnadsanknuten konst
Byggnadsanknuten konst är konst som är gestaltad direkt för en viss plats inom eller i anslutning till en byggnad eller annan anläggning och som är skapad för och tänkt att fungera i ett visst sammanhang eller en viss miljö. I juridisk mening är den fast egendom, det vill säga den utgör en del av den fastighet i vilken den är placerad.
Byggnadsanknuten konst definieras i Sverige i enlighet med jordabalken 2 kap. 2 § som tillbehör till fastighet: ”Till byggnad hör fast inredning och annat varmed byggnaden blivit försedd, om det är ägnat till stadigvarande bruk för byggnaden eller del av denna”. Som byggnadsanknuten konst räknas sådana verk som är 
1. integrerade i byggnaden eller platsen och tillkommit samtidigt med denna,
2. fristående konst som är gjord i efterhand för en speciell byggnad,
3. redan befintliga konstverk där riktade inköp gjorts för att placera dem i eller vid en speciell byggnad samt
4. konst som tillkommit senare än själva byggnaden men som är integrerad i denna, exempelvis en fasadmålning.

Byggnadsanknuten konst är oftast materiellt integrerad i byggnaden, men den kan vara fysiskt demonterbar. Textila konstverk, exempelvis en ridå i en föreläsningssal, kan därför räknas som byggnadsanknuten konst.
Andra namn på denna konst är fast eller platsspecifik. Äldre begrepp, med delvis annan innebörd, är monumentalkonst, dekorativ konst och konstnärlig utsmyckning – som idag delvis motsvaras av konstnärlig gestaltning. Under en period använde Statens konstråd begreppet ”byggnadsanknuten konst” för konstverk som var mer eller mindre konstnärligt miljöintegrerade men relativt enkla att ta bort. Exempel på detta är fysiskt löstagbara skulpturer, större eller mindre stafflikonstverk, textilier och liknande. Denna definition har Statens konstråd sedan 2008 frångått.
Så kallad lös konst definieras som konst utan samma starka band till sin miljö som den byggnadsanknutna och är vanligen tänkt att cirkuleras i olika offentliga verksamheter.